# Naguszewo
Naguszewo (deutsch Naguszewo, 1939 bis 1942 Naguschewo, 1942 bis 1945 Nagelstal) ist ein Dorf in der polnischen Woiwodschaft Ermland-Masuren. Es gehört zur Gmina Rybno (Landgemeinde Rybno, 1942 bis 1945 Rübenau, Kr. Neumark (Westpr.)) im Powiat Działdowski (Kreis Soldau).

## Geographische Lage
Naguszewo liegt im Südwesten der Woiwodschaft Ermland-Masuren, 20 Kilometer östlich der einstigen Kreishauptstadt Neumark (Westpreußen) (polnisch Nowe Miasto Lubawskie) des Kreises Löbau (Westpreußen) bzw. 19 Kilometer nordwestlich der heutigen Kreisstadt Działdowo (deutsch Soldau i. Ostpr.).

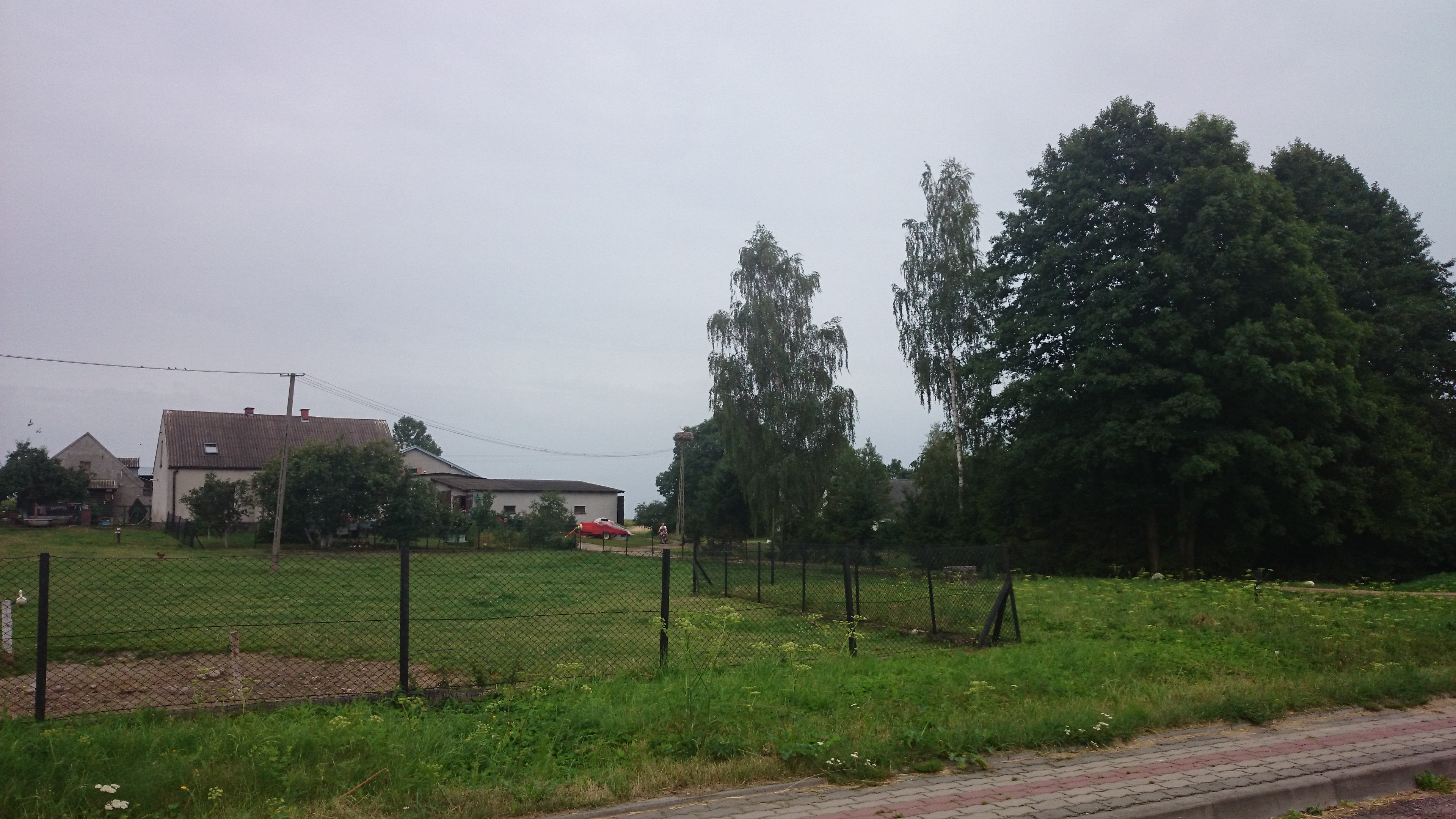
Anwesen in Naguszewo

## Geschichte

### Ortsgeschichte
Das Dorf Naguszewo kam 1874 zum  neu errichteten Amtsbezirk Rybno (polnisch ebenfalls Rybno) im westpreußischen Kreis Löbau (Sitz: Neumark (Westpreußen)) (polnisch Nowe Miasto Lubawskie). Die Zahl der Dorfeinwohner belief sich im Jahre 1910 auf 314.
Naguszewo lag in der Region, die gemäß Versailler Vertrag von 1919 an Polen abgetreten werden musste. Die Überstellung erfolgte am 10. Januar 1920. Naguszewo (der Name blieb auch als polnische Ortsbezeichnung) kam zur neu gebildeten polnischen Landgemeinde Rybno, die am 26. Oktober 1939 wieder zum Deutschen Reich trat. Naguszewo erhielt nun die deutsche Namensform Naguschewo in dem in Kreis Neumark (Westpreußen) umbenannten Kreis Löbau und wurde in den wieder gebildeten „Amtsbezirk Rybno“ eingegliedert, dessen Name am 25. Juni 1942 in „Amtsbezirk Rübenau, Kr. Neumark (Westpr.)“ geändert wurde. Am gleichen Tage auch erhielt Naguschewo die Umbenennung in „Nagelstal“.
Diese Änderungen hielten nicht lange an. Denn in erneuter Kriegsfolge kam 1945 nunmehr die Region Löbau/Neumark mit dem gesamten südlichen Ostpreußen zu Polen. Nagelstal heißt seither wieder „Naguszewo“ und ist heute eine Ortschaft innerhalb der Gmina Rybno (Landgemeinde Rybno, 1942 bis 1945 Rübenau, Kr. Neumark (Westpr.)) im Powiat Działdowski (Kreis Soldau), bis 1998 der Woiwodschaft Ciechanów, seither der Woiwodschaft Ermland-Masuren zugehörig. 2011 zählte Naguszewo mit den Ortsteilen Gapowo und Pod Odmy 112 Einwohner.

### Lager Nagelstal/KZ Stutthof
1944 war in Nagelstal ein Außenlager des Konzentrationslagers Stutthof (bei Danzig) eingerichtet worden. Mehr als 3700 Gefangene (meist Frauen) jüdischer Herkunft waren hier untergebracht. Sie hatten Kasernen und an der Linie Guttowo–Ramnitz (vor 1942 Rumian) militärische Befestigungsanlagen wie Panzergräben zu bauen. Danach wurden sie in das KZ Stutthof zurückgebracht.

## Kirche
Vor 1945 war Naguszewo resp. Naguschewo/Nagelstal in die evangelische Kirche Löbau (polnisch Lubawa) in der Kirchenprovinz Westpreußen der Kirche der Altpreußischen Union bzw. nach 1920 in der Diözese Działdowo (Soldau) der Unierten Evangelischen Kirche in Polen, außerdem in die römisch-katholische Kirche Rumian (1942 bis 1945 Ramnitz) eingepfarrt. Heute gehört das Dorf katholischerseits weiterhin zu Rumian, das dem Bistum Toruń (Thorn) zugeordnet ist. Die evangelischen Einwohner richten sich zur Pfarrei der Erlöserkirche Działdowo aus, die mit der Jesuskirche Lidzbark (Lautenburg) eine – Naguszewo näher gelegene – Filialkirche unterhält. Die Pfarrei ist Teil der Diözese Masuren der Evangelisch-Augsburgischen Kirche in Polen.

## Verkehr
Naguszewo liegt an der Nebenstraße 1256N, die von Dębień (Eichwalde) nach Dąbrówno (Gilgenburg) führt und die Woiwodschaftsstraße 538 mit der Woiwodschaftsstraße 542 verbindet.
Eine Anbindung an den Bahnverkehr besteht nicht.